# Янніс Діамантідіс

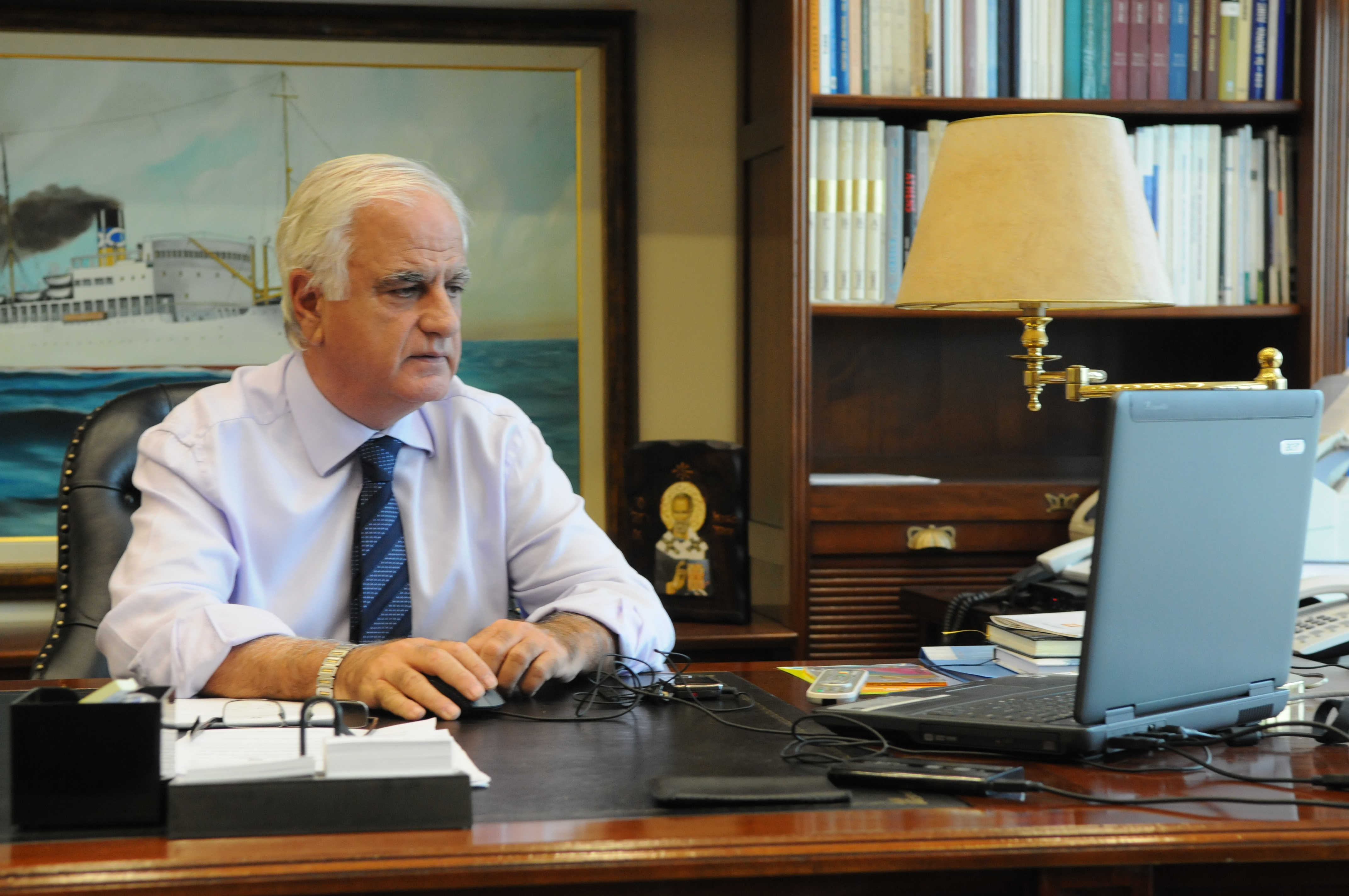
Янніс Діамантідіс

Янніс Діамантідіс (грец. Γιάννης Διαμαντίδης, 1948, Пірей) — грецький політик. Від 7 вересня 2010 до 17 червня 2011 року міністр торгового флоту та острівної політики Греції.

## Біографія
Янніс Діамантідіс народився 1948 року в Піреї. Вивчав політичні науки та економіку в Афінському університеті. У студентські роки брав активну участь у студентській боротьбі проти диктатури «чорних полковників», З 1965 року був членом організації Грецька демократична молодь грец. Ελληνική Δημοκρατική Νεολαία, ΕΔΗΝ. В тому числі брав участь у подіях, відомих як Повстання в Афінському Політехнічному університеті.
1978 року був членом місцевого комітету ПАСОК, а 1982 року став одним із засновників Союз вчених Корідаллоса (грец. Ένωσης Επιστημόνων Κορυδαλλού). Між 1985—1989 роками Янніс Діамантідіс обіймав посаду віце-президента Ради директорів в Οlympic Catering. Згодом став президентом філії в Корідаллосі ΚΕΑΔΕΑ (грец. Κίνηση για την Εθνική Ανεξαρτησία, τη Διεθνή Ειρήνη και τον Αφοπλισμό — Руху за національну незалежність, мир у всьому світі і роззброєння. 1986 року став членом спортивного союзу «Пегас» грец. «Πήγασος».
У листопаді 1989 року вперше обраний депутатом до Грецького парламенту від партії ПАСОК. У листопаді 1996 року його обрали секретарем Парламентського комітету у справах праці, а також з питань, що стосуються Міністерства морського флоту. У жовтні 2002 року обраний головою парламентської комісії з культури (переобраний в жовтні 2003 року) і постійним секретарем спеціального парламентського комітету, відповідальний за звітність про генеральний баланс держави.
Після приходу до влади ПАСОК призначений 7 вересня 2010 року призначений міністром торгового флоту та острівної політики Греції.
Янніс Діамантідіс одружений і має двох синів.